# Gijasudin Džamšid ibn Masud ibn Mahmud Tabib Kašani
Gijasudin Džamšid ibn Masud ibn Mahmud Tabib Kašani rođen je u Kašanu a umro je oko 1437. godine‍:str. 242. u Samarkandu.
Pored svojih naučnih i autorskih rezultata, ovaj prominentni muslimanski matematičar poznat je po tome što je svoje istraživačke projekte realizovao zahvaljujući svojim tehničkim inovacijama na polju izrade osetljivih opservatorijskih instrumenata. Zbog svojih naučnih dela Kašani je privukao veliku pažnju kasnijih zapadnih matematičara koji su tvrdili da je on zaista bio ispred svoje epohe. Godine 1421, na poziv Ulug-bega, seli se u Samarkand gde će biti predsednik centralne državne opservatorije.‍:str. 242. Mnogi istoričari pišu da je ta opservatorija bila nekoliko koraka ispred svog vremena. Ovaj državni dekret, između ostalog, pokazuje da je Kašani imao visok položaj u društvu i da ga je Ulug-beg veoma poštovao.
Kašani je imao priliku da opaža i precizno analizira nekoliko pomračenja sunca koja su se dogodila u periodu između 1406. i 1408. godine.‍:str. 1063.
Jedan od njegovih briljantnih uspeha, kada je reč o matematičkim istraživanjima, jeste to što je odredio približne vrednosti broja „pi” (π), koji označava odnos obima i prečnika kruga. Njegov precizan rezultat ostao je besprekoran čak 150 godina posle njegove smrti. On je takođe govorio o približnoj vrednosti matematičke sintagme „2π”, izjednačivši napokon njenu vrednost u svom čuvenom eseju al-Muhitija [O obimu] sa brojem 6,2831853071795865.‍:str. 242. Osim toga, Kašani je u svom naučnom eseju Hipotenuza i sinus inovativno izračunao sinus ugla od jednog stepena, koristeći tradicionalnu metodu kubnog polinoma. Pošto je svoje matematičke funkcije obavljao u tradicionalnim brojevnim sistemima od šezdeset jedinica, ukoliko broj koji označava njegov sinus jednostepenog ugla podelimo na šezdeset, pa rezultat ispišemo u decimalnom brojevnom sistemu, dobićemo:
Sin 1° = 0,0174524064372835103712.‍:str. 243.

## Dela
Kašani je za sobom ostavio dragocenu pisanu baštinu autorskih dela. Od njegovih najznačajnijih matematičkih dela ovde možemo izdvojiti sledeće naslove:
- Miftah al-hisab [Ključ aritmetike][1]‍:str. 243.

Miftah je najznačajnije Kašanijevo delo iz oblasti aritmetike pisano na arapskom jeziku. Ovaj slavni muslimanski mislilac počeo je da ga piše pre 1421. godine. Delo sadrži uvod i pet naučnih traktata. U prvom traktatu, Kašani razmatra definicije celih brojeva u aritmetici, a u drugom govori o aritmetičkim funkcijama razlomaka. Treći traktat je usmeren na upotrebu aritmetike u astronomiji, dok su u četvrtom i petom traktatu, redom, prezentovane autorove teorije o površini i o rešavanju funkcionalnih jednačina.
- Muhitija [O obimu][1]‍:str. 243.

Muhitija je dragoceno Kašanijevo delo u kome on na arapskom jeziku piše o raznim temama. Ovaj čuveni matematičar završio je sa pisanjem ove knjige 1424. godine, a rukopis se još čuva u biblioteci Astan-e Kods-e Razavi u Mašhadu. Poznati nemački mislilac Pavel Loki prvi je preveo na nemački jezik ovaj spis koji se sastoji od jednog naučnog uvoda i deset poglavlja.
- Vatar va đajb [Hipotenuza i sinus][1]‍:str. 244.

Ovu Kašanijevu knjigu preveo je na arapski jezik Kazizade Rumi. Naziv arapskog prevoda potpuno označava usmerenje Kašanijevih dragocenih rezultata u ovoj knjizi jer se u njoj razotkrivaju precizne veličine sinusa jednostepenog ugla na osnovu tradicionalnog brojevnog sistema od šezdeset jedinica.
- Zidž al-Hakani fi takmil al-Ilhani [Hakanijev horoskop – dopuna Ilhanijevom horoskopu][1]‍:str. 244.

Kašani je ovaj dragoceni persijski horoskop završio 1413. godine i posvetio ga Ulug-begu. Hakanijev horoskop se sastoji od šest naučnih traktata. Autor je u prvom traktatu pisao o čuvenim istorijskim tokovima koji su bili povezani sa onovremenom metodom sačinjavanja horoskopa. U drugom traktatu posvetio se matematičkim temama koje su imale instrumentalnu ulogu u tradicionalnim horoskopima. U trećem traktatu Kašani razmatra položaj različitih nebeskih tela i zvezda. Najzad, u četvrtom naučnom traktatu on iznosi manje važna objašnjenja o pravim i krivim linijama, da bi se u petom i šestom eseju vratio glavnoj temi i redom govorio o eventualnim društvenim i astronomskim promenama koje su uticale na klimatske okolnosti na Zemlji.
- Talhis al-Miftah fi ilm al-hisab [Kratki prikaz Ključeva aritmetike][1]‍:str. 244.

Kašani je ovo značajno delo napisao na arapskom jeziku i posvetio ga svim studentima matematičkih nauka. Možemo potvrditi da je ovaj slavni matematičar ovde u skraćenom obliku uspeo da prezentuje samu naučnu suštinu svog najznačajnijeg dela Miftah. Zanimljivo je istaći da je ovo delo osam puta kraće od originalnog Miftaha.
- Nahzat al-hadaik, delo koje je poznato i po nazivu Džam-e Džamšid.[1]‍:str. 1063.